# Waschhaus (Vayres-sur-Essonne)

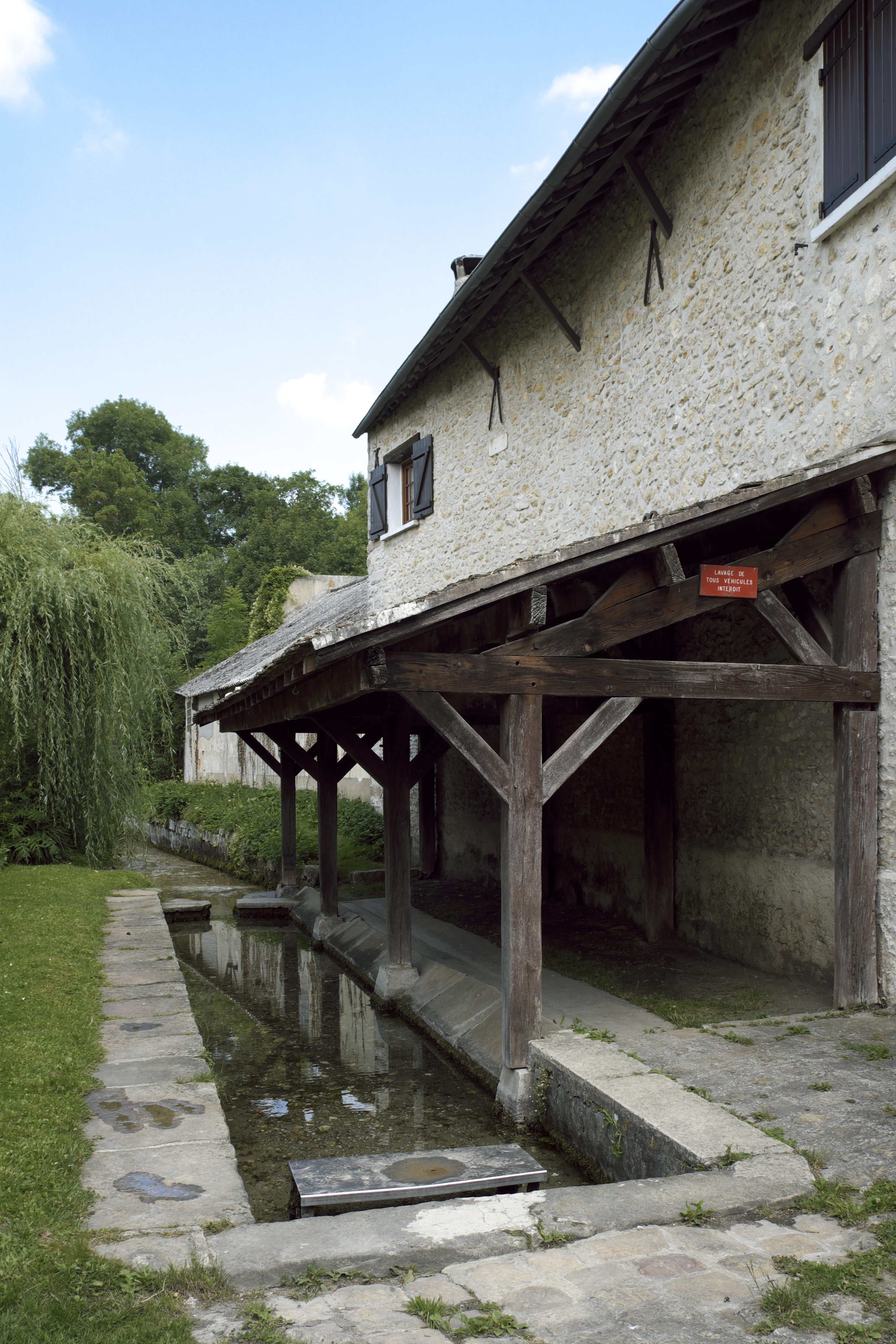
Waschhaus in Vayres-sur-Essonne

Das Waschhaus (französisch lavoir) in Vayres-sur-Essonne, einer französischen Gemeinde im Département Essonne in der Region Île-de-France, wurde im 19. Jahrhundert errichtet.
Das öffentliche Waschhaus mit Pultdach befindet sich am Chemin des Sources. Es ist das einzige von ehemals drei Waschhäusern, das heute noch in der Gemeinde existiert.